# 一瀬信一
一瀬 信一（いちのせ しんいち、1890年（明治23年）9月10日 - 1994年（平成6年）1月13日）は、日本の海軍軍人。海兵41期。最終階級は海軍中将。

## 来歴・人物
福井県出身。1913年（大正2年）海軍兵学校卒。1934年（昭和9年）海軍大佐。佐多特務艦長、磐手、長良の各艦長を務める。1938年（昭和13年）12月軍需局第一課長となり、1940年（昭和15年）10月第一遣支艦隊参謀長に就任、同年11月、海軍少将に進級する。1941年（昭和16年）8月漢口方面特別根拠地司令官、1942年（昭和17年）横須賀防戦司令官となる。1944年（昭和19年）5月海軍中将。同月第二十六特別根拠地司令官、1945年（昭和20年）6月第二十五特別根拠地司令官となる。1946年（昭和21年）予備役に編入。
1947年（昭和22年）11月28日、公職追放仮指定を受けた。1994年（平成6年）1月、老衰のため神奈川県葉山町の自宅で103歳で死去。

## 参考資料
- 外山操編『陸海軍将官人事総覧 海軍篇』芙蓉書房出版、1981年。
- 福川秀樹『日本海軍将官辞典』芙蓉書房出版、2000年。